# Euproctis natalensis
Euproctis natalensis är en fjärilsart som beskrevs av Antonius Johannes Theodorus Janse 1915. Euproctis natalensis ingår i släktet Euproctis och familjen tofsspinnare. Inga underarter finns listade i Catalogue of Life.